# Charles Christie
Charles Christie – oficer armii brytyjskiej, badacz Pakistanu, Persji i Afganistanu, ur.?, zm. w roku 1812.
Kapitan Charles Christie służył w misjach dyplomatycznych w Persji u boku posła angielskiego sir Johna Malcolma na początku XIX wieku.
W roku 1810 Christie, w towarzystwie sir Henry'ego Pottingera, odbył podróż do Indii od Bombaju do Karaczi, po czy podjął wyprawę w głąb Beludżystanu. Udając tubylczych handlarzy Christie i Pottinger dotarli do  miejscowości Nuszki w dzisiejszym północnym Pakistanie, skąd Christie samotnie dotarł do pustynnych obszarów w południowym Afganistanie.
Podróż swą kontynuował aż do Heratu, po czy zawrócił do Persji i po długiej podróży na zachód, połączył się z Pottingerem w Esfahanie. Wspólnie odwiedzili Teheran i miasta nad Morzem Kaspijskim. Christie – znów samotnie – podróżował do Baku i Tabrizu w dzisiejszym Iranie i Azerbajdżanie.
Jego prace badawcze pozwoliły brytyjskiemu ministerstwu spraw zagranicznych na wypracowanie polityki w Azji Środkowej wobec imperialnych zakusów carskiej Rosji.